# Râul Brusturatu
Râul Brusturatu(sau Râul Brusturelu) este un curs de apă, afluent al râului Tazlăul Mare.

## Hărți
- Harta munții Tarcău  Arhivat în 22 februarie 2010, la Wayback Machine.